# Mor Karbasi
Mor Karbasi (Jeruzalem, 23 april 1986) is een Israëlische zangeres en songwriter, gespecialiseerd in Sefardische muziek. Ze heeft een eigen stijl van Sefardische muziek ontwikkeld, met Marokkaans-Sefardische muziek en flamenco als belangrijke ingrediënten. Ze zingt voornamelijk in het Ladino, de taal van de Sefardische Joden. The Guardian noemde haar "een van de grote jonge diva's van de global music scene".

## Biografie
Karbasi groeide op in Jeruzalem als dochter van een vader van Iraanse herkomst en een moeder van Marokkaans-Sefardische herkomst. Haar Marokkaanse grootvader was een afstammeling van de Sefardische Joden uit Spanje.
Mor Karbasi kwam al vroeg in aanraking met de muziek van haar voorouders. Karbasi's moeder zong Marokkaanse piyyutim (joodse religieuze teksten) gecomponeerd op Arabische maqams en Joods-Andalusische liedjes voor Mor voor het slapen gaan. Haar moeder draaide thuis Marokkaanse en Arabische muziek, en haar grootvader zong Marokkaans-Joodse liturgische gebeden en liederen. Karbasi raakte op haar zestiende geïnteresseerd in deze muziek: ze ging piyyutim studeren, nam lessen en luisterde naar flamenco en sefardische liederen. Ze merkte dat ze zich thuis voelde in de Sefardische cultuur.
Karbasi woonde vijf jaar in Londen. In Londen ontmoette ze haar levenspartner en muzikale partner, gitarist Joe Taylor. Ze namen samen twee albums op. Daarna verhuisden ze naar Sevilla in Andalusië, de streek waar zowel Sefardische muziek als flamencomuziek wortels hebben. Ze doken daar dieper in de wereld van de flamenco en Karbasi nam er lessen bij gerenommeerde flamencozangers. Vijf jaar later keerden ze terug naar Jeruzalem.
Karbasi zingt veel traditioneel Sefardisch materiaal en zingt vaak in de bijna uitgestorven ladinotaal. Ze laat zich daarnaast sterk beïnvloeden door flamenco, en noemt Estrella Morente als een van haar invloeden. Ze ziet het als haar missie om de Ladino-traditie levend te houden.

## Erkenning en waardering
Karbasi wordt gezien als een belangrijke vertegenwoordiger van sefardische muziek. Verschillende van haar albums werden goed besproken in de muziekpers.
The Guardian noemde Karbasi "een van de grote jonge diva's van de global music scene, naast Mariza en Yasmin Levy". Songlines noemde Karbasi "een van de meest betoverende hedendaagse zangers in de wereld". fRoots schreef dat Karbasi "het verdient om gezien te worden als belangrijk artiest van dezelfde statuur als Yasmin Levy".
Karbasi krijgt vooral lof voor haar stem, die beschreven wordt als "rijk gestructureerd en flexibel", "behendig en zoet", "diepgeworteld en explosief" en "elastisch, soulvol en uitwaaierend". The Guardian schreef over Karbasi dat ze "een opmerkelijke stem [heeft], waarmee ze fijngevoeligheid, kracht en controle combineert." Mixedworldmusic schreef dat Karbasi "in de beste momenten laat horen dat ze haar hele ziel in de zang kan leggen".

## Discografie
- The Beauty and the Sea (2008)
- Daughter of the Spring (2011)
- Tsadika (2013)
- Ojos de Novia (2016)
- Saat Arahman (2022)